# Hyperplatys aspersus
Hyperplatys aspersus es una especie de escarabajo longicornio del género Hyperplatys, tribu Acanthocinini, subfamilia Lamiinae. Fue descrita científicamente por Say en 1824.
El período de vuelo de la especie se presenta durante los meses de marzo, abril, mayo, junio, julio, agosto y septiembre.

## Descripción
Mide 4-9,5 milímetros de longitud.

## Distribución
Se distribuye por Canadá y Estados Unidos.